# Koniecbór
Koniecbór – wieś w Polsce położona w województwie podlaskim, w powiecie suwalskim, w gminie Raczki.
| SIMC    | Nazwa         | Rodzaj    |
| ------- | ------------- | --------- |
| 1013329 | Cynowo        | część wsi |
| 1013370 | Jeglówek      | część wsi |
| 1013542 | Nad Gościńcem | część wsi |
| 1013619 | Pod Lasem     | część wsi |
| 1013766 | Za Szosą      | część wsi |

Wieś królewska ekonomii grodzieńskiej położona była w końcu XVIII wieku w powiecie grodzieńskim województwa trockiego. 
Wieś była siedzibą władz gminy Koniecbór

## Zabytki
Do rejestru zabytków Narodowego Instytutu Dziedzictwa wpisane są następujące obiekty:
- park dworski (nr rej.: A-854 z 14.10.1991)